# Котов, Константин Владимирович
Константи́н Ко́тов (7 октября 1973, Шевченко) — советский и казахский футболист, полузащитник. Выступал за сборную Казахстана.

## Карьера
В детстве играл во дворе в футбол. На турнире «Кожаный мяч» в Шевченко его заметил тренер из спортивной школы Сарсекенов Б. Ж. и в 1990 году сыграл свой первый матч за «Актау». В 1994 году уехал в Махачкалу, сначала в «Динамо», а затем в «Анжи», тогда этот клуб играл во Второй лиге. Но после того, как на Кавказе начались боевые действия, был вынужден покинуть Россию. В 1995 году вернулся в Казахстан, играл в «Востоке». С 1995 по 1996 годы играл в «Мунайши», а затем Котова пригласили в астанинский «Женис». Потом поиграл в «Шахтёре» из Караганды, и после приехал в Костанай, в «Тобол». В 2007 году находился на просмотре в «Астане», с которой в 2001 году становился чемпионом страны, но контракт с ним не был подписан. Карьеру завершал в «Ордабасы» и в «Таразе». С 2011 года работает в футбольном центре при ФК «Астана».

## Личная жизнь
Со своей будущей женой познакомился в родном городе, там же и создалась их семья и родилась первая дочь — Кира. После того, как клуба не стало, переехал в Астану. Там у них родилась вторая дочь — Ия.